# Andrew Jenkins
Pour les articles homonymes, voir Jenkins.
Andrew Jenkins est un acteur canadien né le 28 décembre 1988 à Medicine Hat. 

## Biographie
Andrew Jenkins est né le 28 décembre 1988 à Medicine Hat, Alberta, Canada. Il a une sœur.
Il a étudié avec William Esper à l'Esper Studio à New York.

### Vie privée
Depuis 2017, il est en couple avec Melissa Roxburgh, qu'il a rencontré sur le tournage de Lost Solace.

## Carrière
Andrew Jenkins commence sa carrière à la télévision dans Saving Grace Aliens in America en 2007. Il fait ses premiers pas au cinéma en 2009 dans Zombie Punch de Silver Kim.
On le retrouve en 2012 dans la comédie Locked in a Garage Band et dans The Firm.
En 2013, il joue aux côtés de Mireille Enos et Joel Kinnaman dans The Killing
En 2015, il est présent dans quelques épisodes Wayward Pines et de Once Upon a Time.
Entre 2018 et 2019, il joue dans une slave d'épisodes de Siren.

## Filmographie

### Cinéma

#### Longs métrages
- 2009 : Zombie Punch de Silver Kim : Infobrat74
- 2012 : Locked in a Garage Band  : Scott
- 2013 : The Guerilla Picture Show de Chris Scheuerman : Jason
- 2016 : The Orchard de Kate Twa : Un joueur d'accordéon
- 2017 : Lost Solace de Chris Scheuerman : Spence

#### Courts métrages
- 2011 : The Trailer Park Holiday de Jennifer Westcott : Gunner
- 2013 : Nowhere But Here de Chris Scheuerman : Danny
- 2017 : Freefall de Krit Komkrichwarakool : Ivan

### Télévision

#### Séries télévisées
- 2007 : Saving Grace : Eddie Austin
- 2007 : Aliens in America : Rob
- 2009 : Stormworld : Jason
- 2010 : Tower Prep : Jeremy / Odin
- 2012 : The Firm : Nate
- 2013 : The Killing : Cody
- 2013 : Supernatural : Peter Jenkins
- 2015 : Wayward Pines : Ted Laufer
- 2015 : Once Upon a Time : Sir Percival
- 2017 : Imposters : Bobby
- 2018 - 2019 : Siren : Doug Pownall

#### Téléfilms
- 2016 : Meurtres en famille (Sandra Brown's White Hot) de Mark Jean : Député Scott
- 2017 : Le mariage de la dernière chance (A Time to Dance) de Mike Rohl : Matt